# Kazimierz Gurgul
Kazimierz Antoni Gurgul (ur. 20 czerwca 1905 w Wielkiej Wsi koło Wojnicza, zm. 23 sierpnia 1944 w obozie koncentracyjnym Mauthausen-Gusen) – polski matematyk, nauczyciel gimnazjalny, pracownik naukowy Uniwersytetu Jagiellońskiego, porucznik piechoty Wojska Polskiego, współpracownik Komitetu Obywatelskiego do Spraw Opieki nad Uchodźcami Polskimi na Węgrzech i Placówki „W” w Budapeszcie – przedstawicielstwa Rządu Rzeczypospolitej Polskiej na Uchodźstwie.

## Życiorys
Kazimierz Gurgul pochodził z wielodzietnej rodziny chłopskiej. Uczęszczał do Szkoły Powszechnej w Wielkiej Wsi, a po trzech latach w Wojniczu, następnie do Państwowego Gimnazjum im. Kazimierza Brodzińskiego w Tarnowie. Egzamin dojrzałości złożył dnia 3 czerwca 1925 – na jego podstawie uznano go dojrzałym z postępem celującym do studiów w szkołach akademickich.
Później Kazimierz rozpoczął studia matematyczne na Uniwersytecie Jagiellońskim.
W tym czasie był członkiem władz organizacji samopomocowej Bratnia Pomoc Studentów, m.in. kontrolerem kasy i pierwszym wiceprezesem. 26 czerwca 1936 zdał egzamin ostateczny z wynikiem bardzo dobrym oraz przedstawił z wynikiem bardzo dobrym pracę magisterską na temat: „Czy funkcja zmiennej zespolonej, odpowiadająca powierzchniom minimalnym wedle formuł Weierstrassa, musi być analityczna”.
Następnie rozpoczął pracę w Instytucie Matematycznym Uniwersytetu Jagiellońskiego, u prof. Witolda Wilkosza (ur. 14 sierpnia 1891, zm. 31 sierpnia 1941); od 1938 na etacie starszego asystenta.
Ukończył Studium Pedagogiczne UJ i odbył praktykę nauczycielską, po czym poddał się państwowemu egzaminowi na nauczyciela szkół średnich i zdał go z wynikiem bardzo dobrym dnia 25 października 1937.
24 listopada 1937 r. został mianowany porucznikiem rezerwy ze starszeństwem z dniem 1 stycznia 1937 kolejnością 371 w korpusie oficerów piechoty.
Początkowo Gurgul nie otrzymywał na Uniwersytecie Jagiellońskim wynagrodzenia, podjął więc pracę nauczycielską w Gimnazjum im. Jana Matejki w Wieliczce i w Prywatnym Seminarium Nauczycielskim im. Marii Konopnickiej w Wieliczce.
Kazimierz Gurgul ożenił się 2 lipca 1938 z farmaceutką Janiną Marią Pichór i zamieszkał w Wieliczce.
Gdy wybuchła II wojna światowa, został zmobilizowany 3 września 1939 i wraz z częścią wycofującej się armii trafił na Węgry.
Tam, w mieście Hatvan, schronienia udzieliła zarówno jemu, jak i innym polskim uchodźcom, baronowa Irena Hirsch.
Nie tylko zapewniła im dach nad głową i wyżywienie, ale również zaopatrzyła w ubrania na zimę.

### Praca nauczycielska na uchodźstwie. Gimnazja polskie na Węgrzech.
Na Węgrzech już pod koniec 1939 zaczął uczyć matematyki i początkowo fizyki w polskim obozie harcerskim w Somlószőlős, następnie w polskim harcerskim gimnazjum w Szikszó. Po jego likwidacji w lipcu 1940, razem z uczniami i innymi profesorami został we wrześniu przeniesiony do Polskiego Gimnazjum w Balatonboglár.
Gimnazja te istniały oficjalnie pod nazwą „obozów harcerskich” (Somlószőlős, Szikszó), a następnie „młodzieżowych obozów” (Zamárdi, Balatonboglár). W ten sposób rząd węgierski mógł umożliwiać ich działalność nie narażając się na sprzeciw Niemiec.
Poza nauczaniem matematyki Gurgul opiekował się internatem dla chłopców oraz, do końca pracy w Balatonboglár w styczniu 1943, pełnił funkcję kuratora gminy zbiorowej.
Jako nauczyciel był surowy, ale sprawiedliwy. Wielu z jego wychowanków z powodzeniem studiowało, a nawet zdobywało tytuły naukowe. Prawie wszyscy absolwenci gimnazjum polskiego w Balatonboglár z lat 1941–1943 podjęli naukę na wyższych uczelniach węgierskich, a wielu z nich po wojnie kontynuowało studia w Polsce.
Obok pracy nauczycielskiej, Gurgul działał w harcerstwie, np. w okresie letnim jako instruktor na obozach w Somogyszentimre koło Kaposvar.
Uczniowie zapamiętali, że lubił harcerski sposób bycia i chętnie chodził w harcerskim mundurze, brał udział w podchodach i ćwiczeniach terenowych, a także w wielodniowych rejsach żeglarskich po Balatonie.

### Działalność w Komitecie Obywatelskim do spraw Opieki nad Uchodźcami Polskimi. Przeprowadzka do Budapesztu.
Już podczas pobytu w Balatonboglar, od wiosny 1942 Gurgul pełnił z ramienia Polskiego Stronnictwa Ludowego funkcję kierownika Komisji Kultury i Oświaty w kierowanym przez Henryka Sławika Komitecie Obywatelskim do spraw Opieki nad Uchodźcami Polskimi, który jako naczelna władza na terenie Węgier dla całego polskiego uchodźstwa, uznany był w tym charakterze również przez miejscowe władze.
Jako kierownik tej komisji, opiekował się polskimi studentami na wyższych uczelniach węgierskich. Pozostawał z nimi w stałym kontakcie, brał udział w organizowanych przez nich imprezach i odwiedzał domy studenckie.
Po przeprowadzce do Budapesztu na początku lutego 1943 brał również, jako przedstawiciel Komitetu, udział w spotkaniach i uroczystościach organizowanych przez gimnazjum w Balatonboglár i polskie obozy uchodźców.
Wziął udział m.in. w przedstawieniu zorganizowanym przez polskich gimnazjalistów w 1943 z okazji Święta Konstytucji 3 Maja w Domu Kultury w Balatonboglár. Zaproszono na nie dyrektora departamentu społecznego władz węgierskich Józsefa Antalla Sr. (jako reprezentanta władz państwowych) i członków Komitetu Obywatelskiego na czele z Henrykiem Sławikiem.
Później, wraz z przedstawicielami władz węgierskich i Komitetu Obywatelskiego, towarzyszył arcybiskupowi Angelo Rotta, nuncjuszowi apostolskiemu na Węgrzech, w jego wizytacji obozu polskiego w Balatonboglár. Wygłosił tam mowę powitalną.
W magazynie „Wieści Polskie” z 20 sierpnia 1943 jako ilustrację do artykułu pt.”Polskie Dzieci na Węgrzech” wydrukowano zdjęcie przedstawiające Kazimierza Gurgula w otoczeniu dzieci w strojach ludowych, z podpisem: „Z poranku dziecięcego „Polska pieśń, polski taniec w Dunamocs””. Autor artykułu stwierdza, że: Dzięki akcji szeregu instytucyj polskich w Budapeszcie z Komitetem Obywatelskim na czele oraz ogółu uchodźczego społeczeństwa (...)dzieci polskie znalazły takie warunki życia, jakie umożliwiają bez szkodliwych wstrząsów ich rozwój fizyczny i duchowy.
Gurgul uczestniczył również w wydarzeniach z życia polskiej emigracji w Budapeszcie, np. w wieczorze kulturalnym węgiersko-polskim 30 września 1943

### Pobyt w Budapeszcie. Praca w Placówce “W”.
Nie jest pewne, kiedy i gdzie Gurgul zetknął się z Edmundem (Józefem) Fietzem „Fietowiczem”, z nominacji generała Władysława Sikorskiego kierownikiem Placówki „W”. Być może odbyło się to w Balatonboglár, gdzie „Fietowicz” odwiedzał swojego przyjaciela ks. proboszcza Belę Varga.
Placówka “W” była Cywilną Bazą Łączności Zagranicznej i Wywiadowczo-Politycznej w Budapeszcie – oficjalnym przedstawicielstwem Polskiego Rządu Emigracyjnego na Węgrzech. Jej głównym zadaniem było utrzymywanie (w warunkach ścisłej konspiracji) stałej łączności między rządem polskim a jego przedstawicielstwami w kraju, a więc Delegaturą Rządu na Kraj i Naczelnym Dowództwem Armii Krajowej w Polsce.
W styczniu 1943 Fietowicz ściągnął Gurgula do Budapesztu, do pracy w Placówce „W”, gdzie ten zajął się szyfrowaniem i rozszyfrowywaniem wiadomości oraz obsługą krótkofalówki.
Placówka była organizacją konspiracyjną, więc oficjalnie Gurgul był wciąż jedynie członkiem Komitetu Obywatelskiego do Spraw Opieki nad Polskimi Uchodźcami.
Jedno tylko doniesienie prasowe mówi o Gurgulu w związku z Fietowiczem: jest to relacja z otwarcia nowego budapeszteńskiego lokalu świetlicy polskiej YMCA w „Wieściach Polskich”. Odbyła się ona dnia 17 stycznia 1944, a udział w niej wzięli: ”prof.Gurgul w zastępstwie konsula Fietowicza, a także m.in. József Antall Sr., Tibor Csorba i Zdzisław Antoniewicz. Na początku uroczystości dyrektor Wegner złożył konsulowi Fietowiczowi na ręce Gurgula podziękowanie za pomoc, dzięki której mogło dojść do otwarcia lokalu.
Interesował się współczesną nauką i jej rozwojem, w okresie pobytu w Budapeszcie działał aktywnie w utworzonym przez elitę polskiej inteligencji na Węgrzech polskim klubie dyskusyjnym. Klub regularnie organizował spotkania dyskusyjne o różnorodnej tematyce naukowej. Na jednym z nich Gurgul wygłosił referat o najnowszych kierunkach w matematyce.

### Okupacja Węgier. Aresztowanie
19 marca 1944, w tym samym czasie, co oddziały Wehrmachtu, hitlerowcy z oddziałów SS i SD (Sicherheitsdienst) wkroczyli na Węgry z dokładną listą Polaków zaangażowanych w działalność konspiracyjną. Była to lista przygotowana najprawdopodobniej w Mauthausen między 10 a 15 marca 1944 r. podczas przygotowującego do zajęcia Węgier i związanych z nim aresztowań spotkania organizacyjnego dowodzonego przez Adolfa Eichmanna oddziału specjalnego, który miał tam wyruszyć.
Według zachowanych dokumentów, Gurgul był śledzony przez Gestapo przynajmniej od października 1943, kiedy to założono mu kartotekę w ich archiwach (w archiwach niemieckich przechowywane są karty z kartotek oddziałów w Koblencji i we Frankfurcie nad Menem).
Między 10 a 15 marca 1944 odbyło się w obozie koncentracyjnym Mauthausen tajne spotkanie organizacyjne Eichmanna i grupy podległych mu członków SS, którzy mieli utworzyć „Sondereinsatzkommando Eichmann”, jednostkę do zadań specjalnych podczas nadchodzącej okupacji Węgier. Budapeszteńscy informatorzy tajnych służb hitlerowskich przygotowali na ich potrzeby listy osób przeznaczonych do aresztowania na Węgrzech – w tym polskich przywódców – razem z ich miejscami zamieszkania i pseudonimami.
19 marca nad ranem Fietowicz, przełożony Gurgula w Placówce „W”, został telefonicznie ostrzeżony o nadchodzącym niebezpieczeństwie przez Istvana Meszarosa z Ministerstwa Spraw Zagranicznych Węgier oraz Jozsefa Antalla Sr., nie zastosował się jednak do jego rady, aby natychmiast ewakuować placówkę. Aresztowano ich albo o godzinie czternastej lub, według innych źródeł, przed godziną ósmą).
Do czasu aresztowania trwało w mieszkaniu Fietza na Madach Ter gorączkowe pakowanie dokumentów Placówki do dwóch walizek. Oprócz gospodarza, byli tam jego dwaj współpracownicy: Kazimierz Gurgul i Stanisław Opoka-Loewenstein. Gestapo aresztowało ich, rekwirując dokumenty, które później zostały wykorzystane jako dowody przeciwko nim i innym osobom. Kapronczay pisze, że prawdopodobnie to wyczerpanie i depresja były powodem niezrozumiałego zachowania Fietowicza i w rezultacie niesprawiedliwie obciążono go winą za śmierć innych.
Nie jest pewne, gdzie Gurgul był więziony w następstwie aresztowania. Zdzisław Antoniewicz pisze, że przez pierwsze dni lokowano nowych więźniów w piwnicy hotelu Astoria, gdzie część gestapowców początkowo objęła kwaterę, a później przeniesiono ich do więzienia na Kacsa utca.
István Lagzi natomiast podaje, ze Niemcy osadzili przywódców ruchu politycznego, w tym członków Komitetu Obywatelskiego w więzieniu okręgu Pest (Pestvideki).
Przesłuchania odbywały się m.in. w hotelu „Majestic” na Melinda utca (niedaleko wydziału politycznego Komendy Głównej Policji) oraz w 2 pensjonatach na wzgórzu Svábhegy (później zwanym Góra Wolności), gdzie – po krótkim pobycie w Hotelu Astoria – zatrzymali się członkowie komanda Eichmanna.
Po początkowym pobycie w więzieniach w Budapeszcie polscy więźniowie polityczni byli transportowani do Wiednia i podmiejskiego obozu przejściowego w Oberlanzendorf. W Wiedniu więźniowie byli poddawani dokładnym przesłuchaniom – dokumenty śledcze z Budapesztu uchodziły często za niepełne.
Pierwszy transport więźniów z Budapesztu do Wiednia odjechał z miasta 26 marca, a drugi 3 kwietnia. W obu znajdowało się wielu węgierskich więźniów politycznych, z których niektórzy przetrzymywani byli w Budapeszcie razem z zatrzymanymi wtedy Polakami.
Prawdopodobnie z końcem lipca 1944 Gurgul, wraz z kolegami z Komitetu i Placówki „W” został wywieziony do obozu koncentracyjnego Mauthausen-Gusen.
Podobnie jak jego kolegom, nie przyznano mu numeru obozowego – być może ze względu na to, że od początku wiadomo było, że czeka ich egzekucja z rozkazu Reichsfuehrera SS Heinricha Himmlera. Odbyła się ona przez powieszenie, dnia 23 sierpnia 1944 na placu egzekucji w podobozie Gusen.
Wraz z Gurgulem zginęli jego przełożeni i współpracownicy: Edmund Fietz „Fietowicz”, Henryk Sławik, Stefan Filipkiewicz, Andrzej Pysz, a także wielu radzieckich jeńców wojennych.

## Poglądy
Gurgul pochodził z rodziny chłopskiej o silnych tradycjach Ruchu Ludowego. Jego rodzice nieodpłatnie oddali pod budowę szkoły podstawowej w Wielkiej Wsi część swojego pola – szkoła stoi tam do dziś.
Studiując na Uniwersytecie Jagiellońskim, Gurgul korzystał z Księgarni Związku Młodzieży Wiejskiej w Krakowie.
W latach pobytu na uchodźstwie dalej identyfikował się z Ruchem Ludowym, więc zarówno w Komitecie Obywatelskim, jak i w Placówce „W“ reprezentował Polskie Stronnictwo Ludowe.